# Ipomoea urbaniana
Ipomoea urbaniana är en vindeväxtart som först beskrevs av Damm., och fick sitt nu gällande namn av Hallier f. Ipomoea urbaniana ingår i släktet praktvindor, och familjen vindeväxter. Inga underarter finns listade i Catalogue of Life.